# Weißwasser/O.L.
Weißwasser/O.L. (szorb nyelven Běła Woda) város Németországban, azon belül Szászország tartományban. Lakosainak száma 14 992 fő (2023. december 31.).

## Népesség
A település népességének változása:
| Lakosok száma | 16 348 | 16 130 | 15 255 | 15 136 | 14 992 |
|               | 2017   | 2019   | 2021   | 2022   | 2023   |